# Donald Cowie
Donald John „Don“ Cowie (* 5. Januar 1962 in Palmerston North) ist ein ehemaliger neuseeländischer Segler.

## Erfolge
Donald Cowie nahm an drei Olympischen Spielen teil. 1992 ging er in Barcelona im Starboot als Crewmitglied von Skipper Rod Davis an den Start und gewann mit ihm die Silbermedaille. Mit 58,4 Punkten beendete sie die Regatta hinter den US-Amerikanern Mark Reynolds und Hal Haenel und vor den Kanadiern Eric Jespersen und Ross MacDonald auf dem zweiten Platz. Vier Jahre darauf segelten Cowie und Davis in Atlanta erneut miteinander, kamen dieses Mal aber nicht über den fünften Platz hinaus, einen Punkt hinter Rang vier. Bei den Olympischen Spielen 2000 in Sydney war Cowie im Soling neben Alan Smith ein weiteres Mal Crewmitglied von Rod Davis. Sie qualifizierten sich nach der im Fleet Race ausgetragenen Vorrunde als zweitbestes Team direkt für das Viertelfinale, das wie die dazwischengeschaltete Gruppenphase im Match Race ausgetragen wurde. Zwar gewannen sie wie die Niederländer und die Norweger zwei von fünf Wettfahrten, hatten im direkten Duell gegen die beiden Boote jedoch verloren, weshalb sie hinter diesen auf dem fünften Platz klassifiziert wurden und damit ausschieden.
1993 war Cowie Crewmitglied des siegreichen deutschen Bootes beim Admiral’s Cup. Im selben Jahr gewann er auch den Titel beim One-Ton-Cup. Mehrere Male segelte er zudem beim America’s Cup mit. Sein Debüt gab er 1988 und war beim Louis Vuitton Cup 1992 Mitglied des Team New Zealand, für das er auch 2007 nochmals aktiv war. Beim Louis Vuitton Cup 2003 war er Crewmitglied des US-amerikanischen OneWorld-Teams.